# Калуш
Калуш (укр. Калуш) град је у Украјини, у Ивано-Франкивској области. Према процени из 2012. у граду је живело 67.562 становника.

## Становништво
Према процени, у граду је 2012. живело 67.562 становника.
| 1979.  | 1989.  | 2001.  | 2012.  |
| ------ | ------ | ------ | ------ |
| 60.153 | 67.531 | 67.902 | 67.562 |

## Партнерски градови
- Бачка Паланка
- Гранд Прери